# Escola Salesiana Sant Antoni de Pàdua
L'Escola Salesiana Sant Antoni de Pàdua és una edifici de Mataró a la comarca del Maresme inclosa a l'Inventari del Patrimoni Arquitectònic de Catalunya, dissenyat per l'arquitecte Emili Cabanyes i Rabassa.

## Descripció
L'escola es va estrenar l'any 1905 als afores de la ciutat, com a internat salesià per a batxillers. Entre 1936-39 va ser col·lectivitzat i transformat en hospital quirúrgic. L'edifici és al nord del nucli antic, al carrer Puig i Cadafalch, en direcció Argentona.

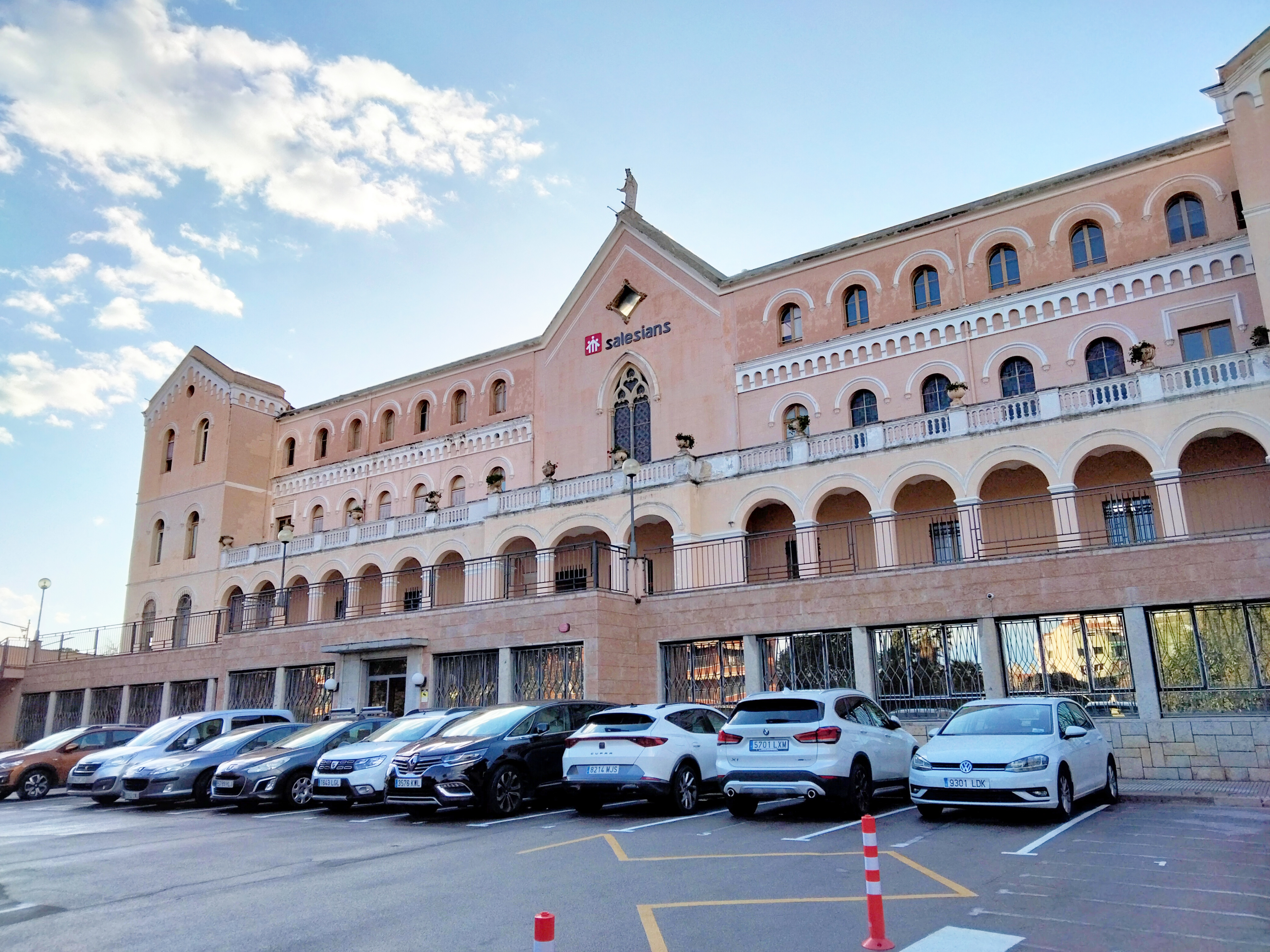
Façana est

L'edifici té una façana amb elements neomedievals, que fan recordar l'edifici de la Universitat Central de Barcelona. Tot i això, l'edifici és més tardà i s'inscriu dins les línies més racionals que presideixen les escoles eclesiàstiques construïdes a la darreria del segle xix.